# Kundai Benyu
Kundai Leroy Jeremiah Benyu (* 12. Dezember 1997 in Camden Town, London) ist ein englisch-simbabwischer Fußballspieler.

## Karriere
Kundai Benyu wurde als Sohn von simbabwischen Eltern in Camden Town einem Stadtteil der Metropole London geboren. Ab dem Jahr 2011 spielte er in der Jugend von Ipswich Town. Im Alter von 17 unterschrieb Benyu seinen ersten Profivertrag bei dem Verein. Im Dezember 2016 wurde der Mittelfeldspieler zu Aldershot Town in die National League verliehen. Er absolvierte 23 Saisonspiele und erzielte fünf Tore. Im Juli 2017 wechselte der 19-Jährige für eine unbekannte Ablösesumme zu Celtic Glasgow nach Schottland. Sein Profidebüt gab Benyu drei Wochen nach seiner Verpflichtung gegen den FC Linfield im Europapokal, nachdem er für Callum McGregor eingewechselt wurde. Im Januar 2018 wurde Benyu an den englischen Drittligisten Oldham Athletic verliehen.
Im Mai 2017 wurde Benyu anlässlich eines Qualifikationsspiels für den Afrika-Cup 2019 gegen Liberia erstmals in die simbabwische Nationalmannschaft berufen, kam in der Partie aber nicht zum Einsatz. Sein Länderspieldebüt gab er schließlich im November 2017 gegen Lesotho.
Im Februar 2019 wurde Benyu bis zum Jahresende an den schwedischen Erstligisten Helsingborgs IF verliehen.

## Erfolge
mit Celtic Glasgow:
- Schottischer Ligapokal: 2018, 2019